# Беро I (дофин Оверни)
Беро I (фр. Béraud Ier; ок. 1315 — 27 августа 1356) — 7-й дофин Оверни в 1351—1356 годах, сир де Меркёр с 1339 года. Сын дофина Жана I и его жена Анны де Пуатье.
14 июля 1333 года в Авиньоне женился на Марии де Ла Ви де Вильмур (1315 — 28 сентября 1338), дочери Пьера, сеньора де Вильмур. Возможно, её матерью была Мария Дюэз — сестра папы Иоанна XXII.
После смерти бездетной графини Жанны де Жуаньи (1336) в 1339 году в результате раздела её наследства получил сеньорию Меркёр — как внук Аликс де Меркёр (ум. 1286), жены дофина Роберта III (ум. 1324).
Дети:
- Беро II (ум. 17 января 1399), дофин Оверни.
- Гуго, ум. до 1416.
- Жан, ум. после 1367.
- Маргарита, муж — Годфруа д’Овернь.
- Беатрикс, мужья — Анри Жиль III де Мантагю, затем (1357) Гильом Флот, сеньор де Ревель.
- Жанна, мужья — (1356) Гийо Контор, сеньор д’Ашон; (1364) Ги, сеньор де Северак.
- Екатерина, муж — (1369) Маркиз де Бофор, сеньор де Канильяк.
- Бланш, муж — Герен III, сеньор д’Ашье.
- Робер.